# Улица Пирита
У́лица Пи́рита, также Пи́рита-те́э и Пи́рита те́э (эст. Pirita tee) — прибрежная магистральная улица в городе Таллине, столице Эстонии.

## География
Пролегает в районах Кесклинн и Пирита. Проходит через микрорайоны Кадриорг, Маарьямяэ и Пирита. Начинается от Нарвского шоссе возле памятника «Русалка», идёт на северо-восток параллельно приморской набережной, пересекается с улицами Маарьямяэ, Козе, Регати, Румму, Тооминга, Пурье. После моста Пирита переходит в улицу Меривялья.
Протяжённость улицы — 3467 м.

## История
В начале 20-го столетия улица носила название Бригиттенская дорога.
Первоначальная дорога к району Пирита проходила через Маарьямяэ и выходила на равнину Пирита около улицы Сааре. Отрезок прибрежной дороги у подножия Маарьямяэ был построен в 1926–1927 годах. Нынешнее название улица получила в 1933 году. В период подготовки к Парусной регате летних Олимпийских игр 1980 года, в 1976–1980 годах, улица была реконструирована в современную автомагистраль с раздельными встречными полосами движения.
В советское время планировалось, что несколько расположенных рядом с магистралью объектов и сооружений — Выставка достижений народного хозяйства (ВДНХ) Эстонской ССР, Певческое поле, показательный сад опорно-показательного цветоводческого совхоза «Пирита» с цветочным павильоном, кафе «Тульяк», дворец Мариенберг и мемориальный ансамбль в память борцов за Советскую власть в Эстонии — войдут в создаваемый Парк Дружбы народов.

## Застройка, учреждения и организации

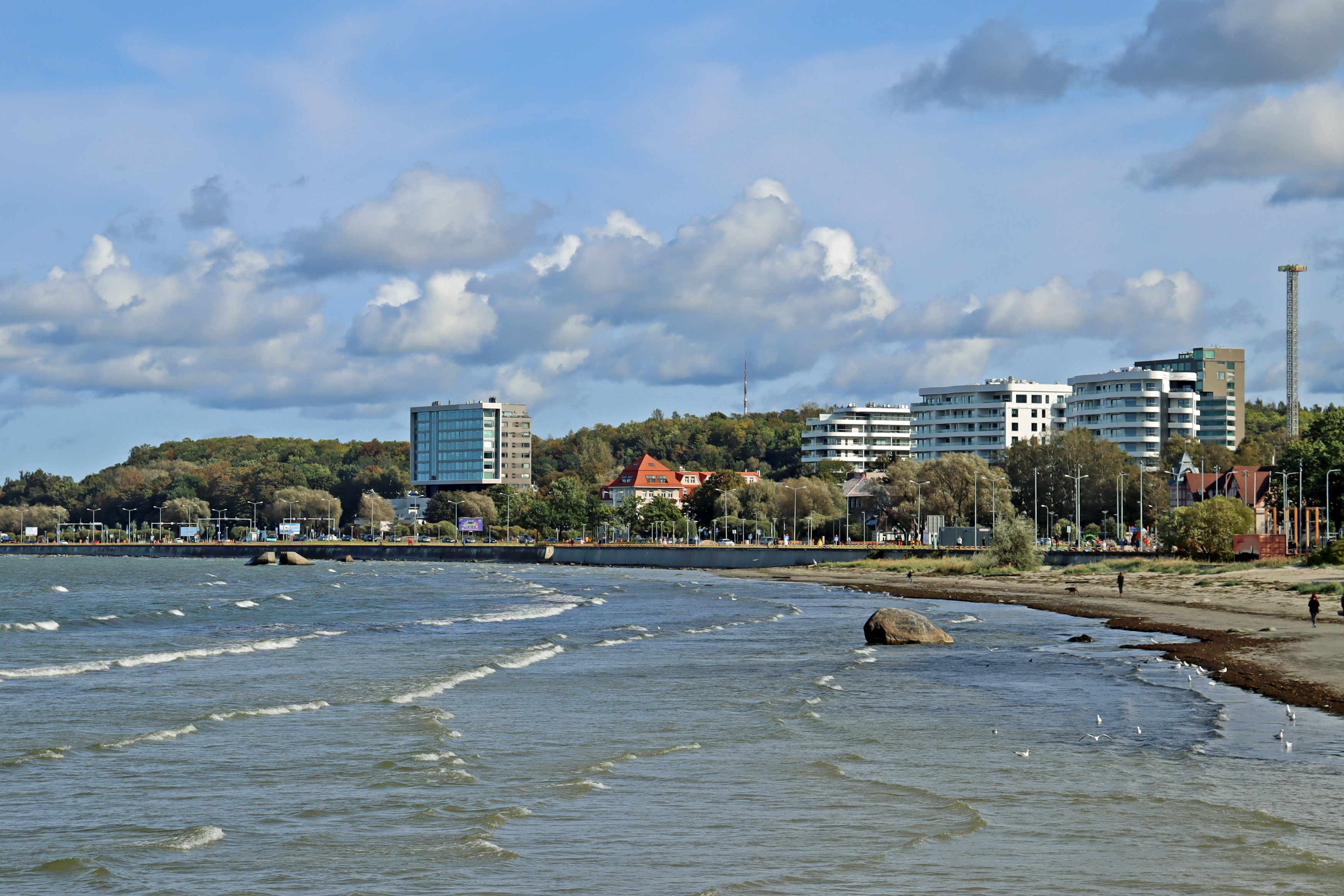
Вид на жилой квартал Меэрхоф
(дома 20А, 26, 26F, 28A)

Променад Пирита осенним вечером

- Pirita tee 6 — в 18-м столетии здесь находилась летняя мыза (дача) директора Северной бумажно-картонной фабрики Эмиля Фахле (Emil Fahle), позже в доме располагалось Офицерское собрание лётного полка воздушных сил Морской крепости Императора Петра Великого и казино. Здание было разрушено во время Второй мировой войны.
- Pirita tee 10 — дом, построенный по проекту архитектора Жака Розенбаума (1878—1944). К настоящему времени здание снесено.
- Pirita tee 12 — дом, построенный в 1911–1912 годах про проекту Жака Розенбаума для своей семьи. Примечательный образец хайматстиля. До 2003 года в здании работал Эстонский олимпийский комитет[6].
- Pirita tee 20 — ансамбль зданий бывшей табачной фабрики «Laferme», в том числе офисное здание Laferme Keskus и здание посольства Азербайджана. Здание фабрики спроектировал инженер Максимилиан Арроне (Maximilian Arronet). В бывший фабричный комплекс также входят 2 жилых дома, спроектированных в 1922 году архитектором Артуром Перна для сотрудников табачной фабрики[7].
- Pirita tee 20A/1, 20A/2 — 10-этажные жилые дома, построены в 2017 году[8].
- Pirita tee 26 — жилой дом Meerhof Residents, архитекторы Хэнно Силласте (Henno Sillaste) и Сандер Аас (Sander Aas). Строительство 9-этажного дома с квартирами класса «люкс» было завершено в 2014 году[9].
- Pirita tee 26F — 16-этажный жилой дом, построен в 2003 году[8].
- Pirita tee 28 — авто-кемпинг Tallinn City Camping, работает с 22 мая по 15 сентября[10].
- Pirita tee 28 — павильоны «Эстонских выставок» (бывшее место расположения ВДНХ ЭССР)[11].
- Pirita tee 28A —  11-этажный жилой дом, построен в 2008 году.
- Pirita tee 56 — Маарьямяэский филиал Эстонского исторического музея.
- Pirita tee 64 — Музей кино, филиал Эстонского исторического музея.
- Мост Пирита, расположен на конечном участке улицы.

Параллельно улице вдоль моря проходят променад и велосипедная дорожка.
Летом 2020 года горуправа Таллина сообщила, что между павильонами Эстонских выставок и замком Орлова будут построены гостиница и спа-комплекс. Исходя утверждённой в 2001 году детальной планировки Таллина, данная территория в основном предназначена для учреждений, связанных со сферами образования, науки, культуры, спорта и здравоохранения, а также для предприятий, предлагающих возможности проведения досуга. Строения должны иметь не более шести наземных этажей и одного подземного этажа. Будет обеспечена сохранность панорамного вида на Старый город и глинт Маарьямяги.

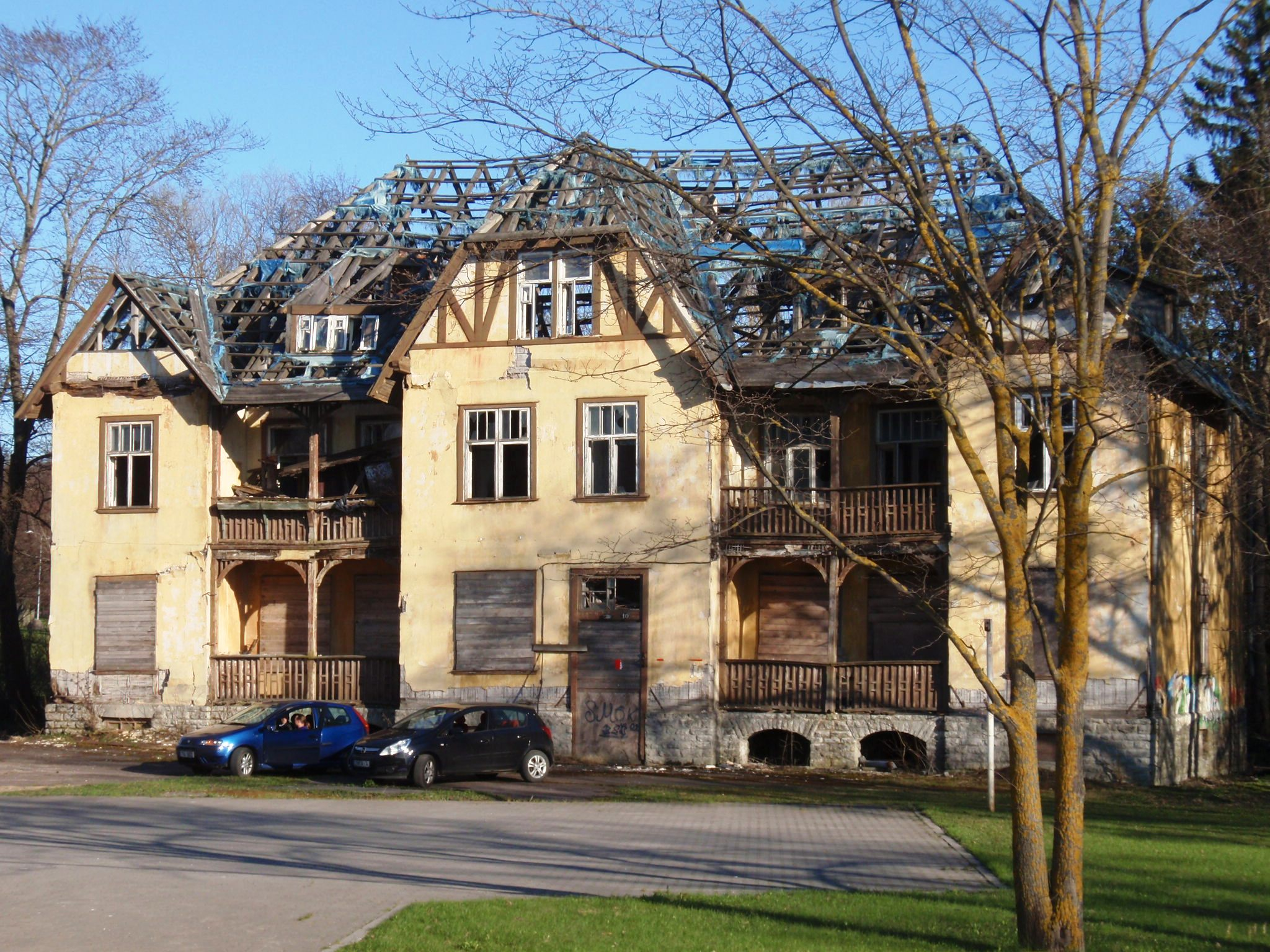
Дом 10 в 2011 году
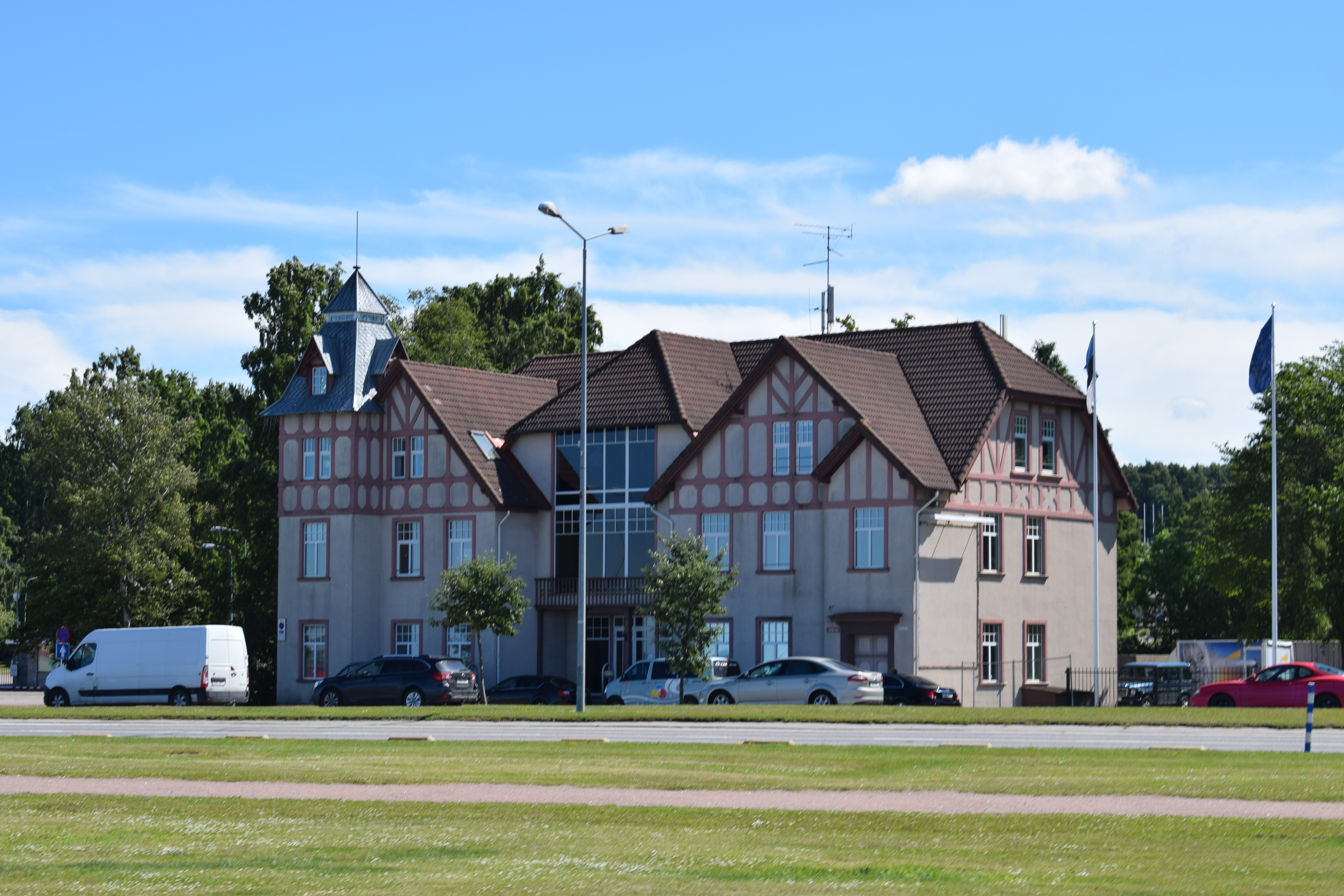
Дом 12
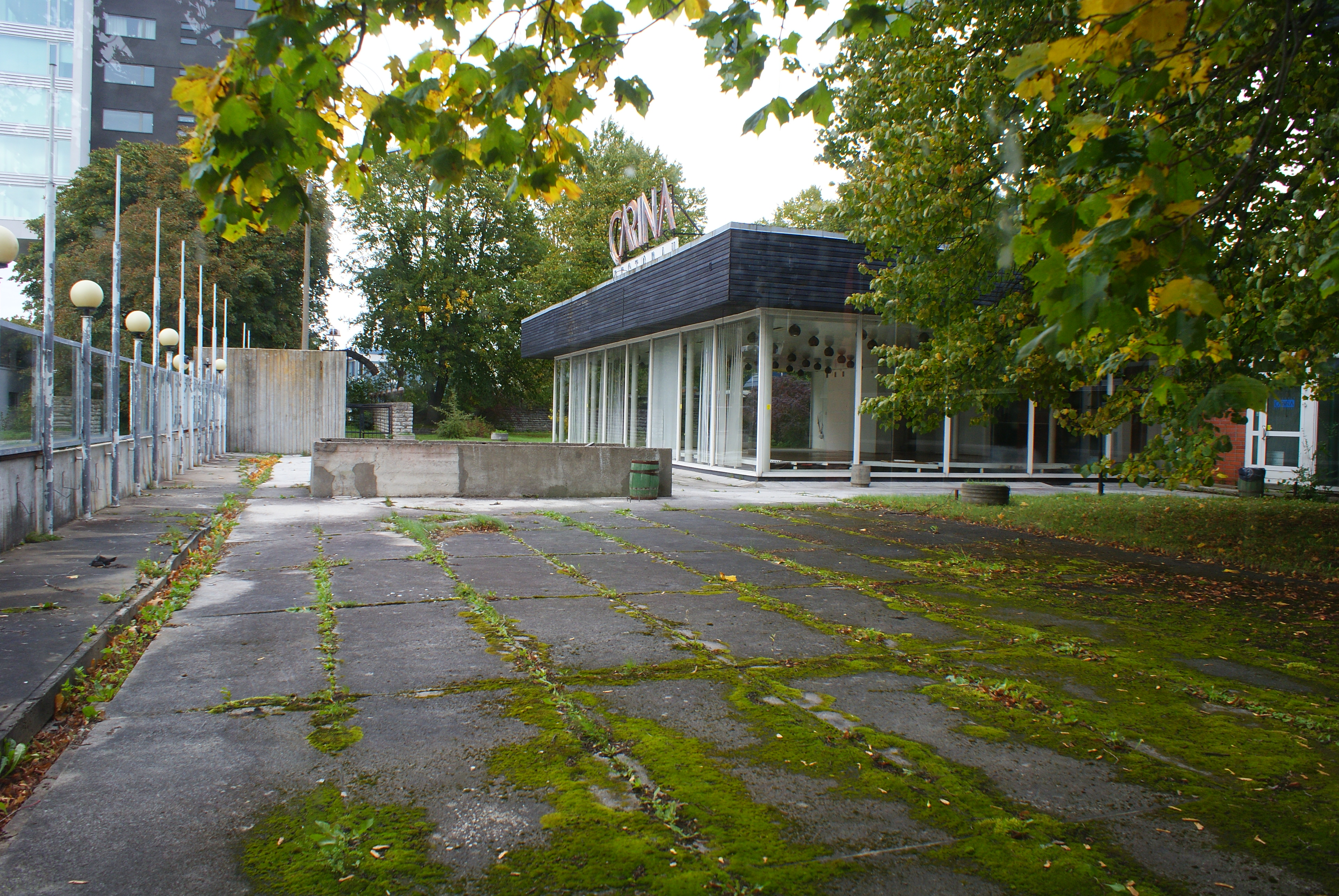
Дом 26Е
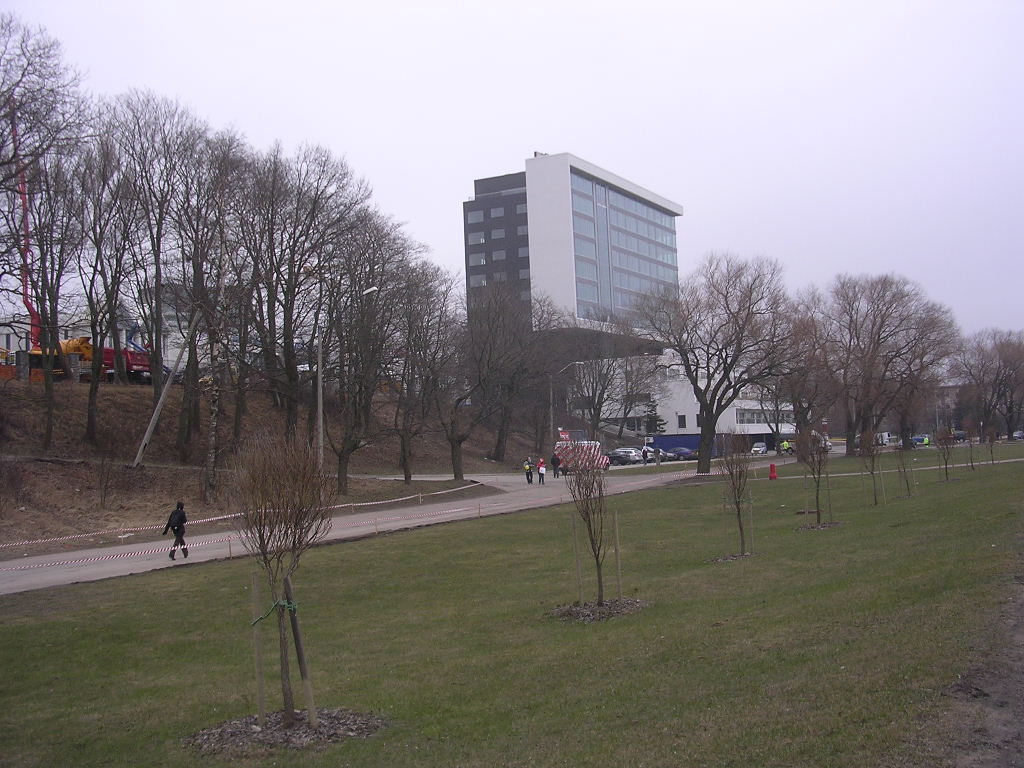
Дом 28А

## Памятники культуры
- Здание яхтклуба «Калев»[эст.], 1949 год[13], Pirita tee 17
- Цветочный павильон[эст.], 1958 год[14], Pirita tee 26
- Кафе «Тульяк»[эст.], 1964 год[15], Pirita tee 26Е
- Замок Мариенберг (дворец Орлова, 1874 год)[16], Pirita tee 56 // 58 // 60 // 62 // 64 // 66 // 68 // 70 // 72 // 72a // 74 // 76
  - Здания, входящие в архитектурный ансамбль летней мызы Маарьямяги (19-е столетие): ледяной погреб[17], кухня[18], амбар[19], конюшня[20], четыре жилых дома мастеров сахарной фабрики[21][22][23][24]
- Немецкое военное кладбище (место захоронения немецких военнослужащих, погибших во Второй мировой войне, официальным кладбищем не является)[25], Pirita tee 80

Памятники культуры на улице Пирита
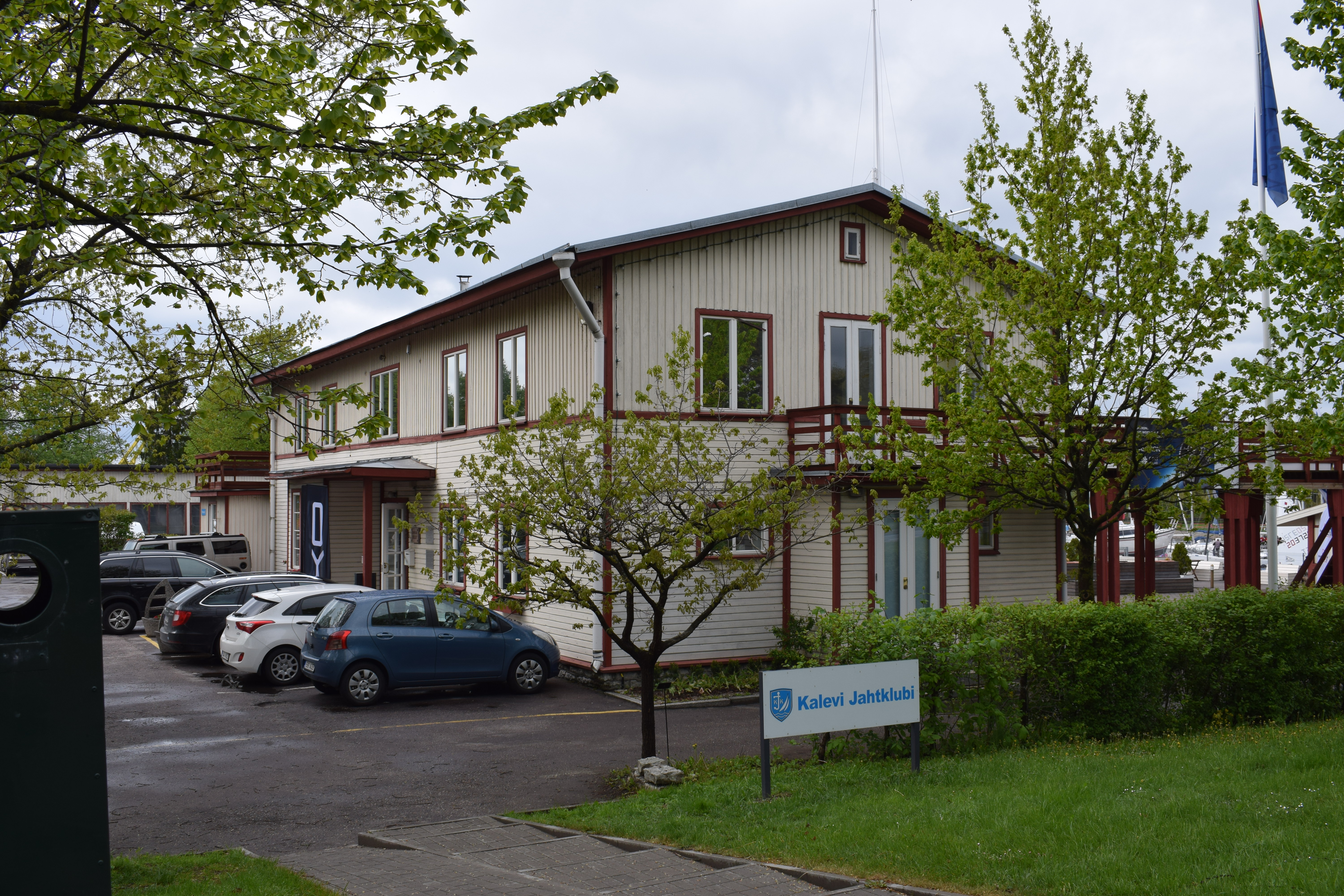
Дом 17, яхтклуб «Калев»
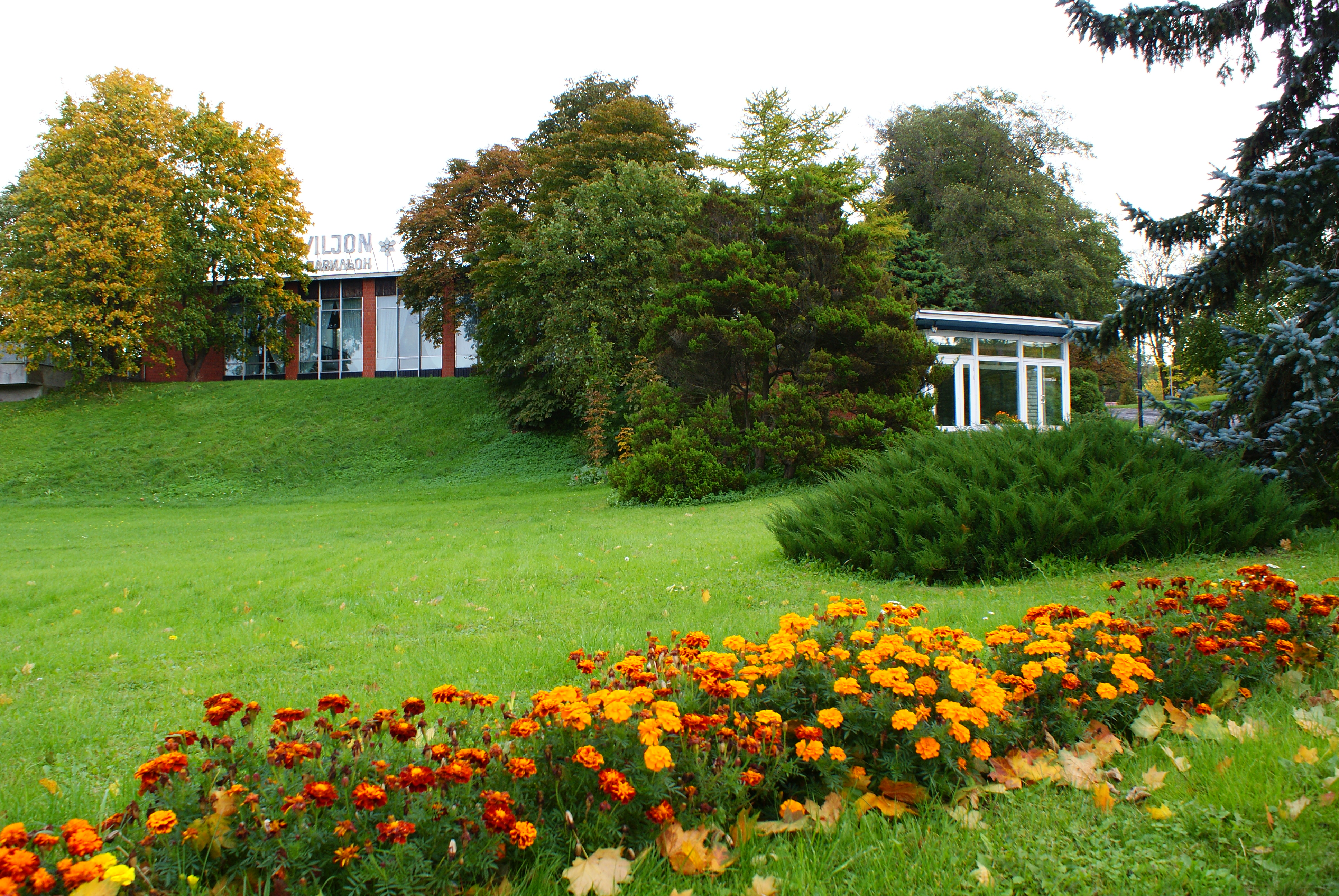
Дом 26, Цветочный павильон
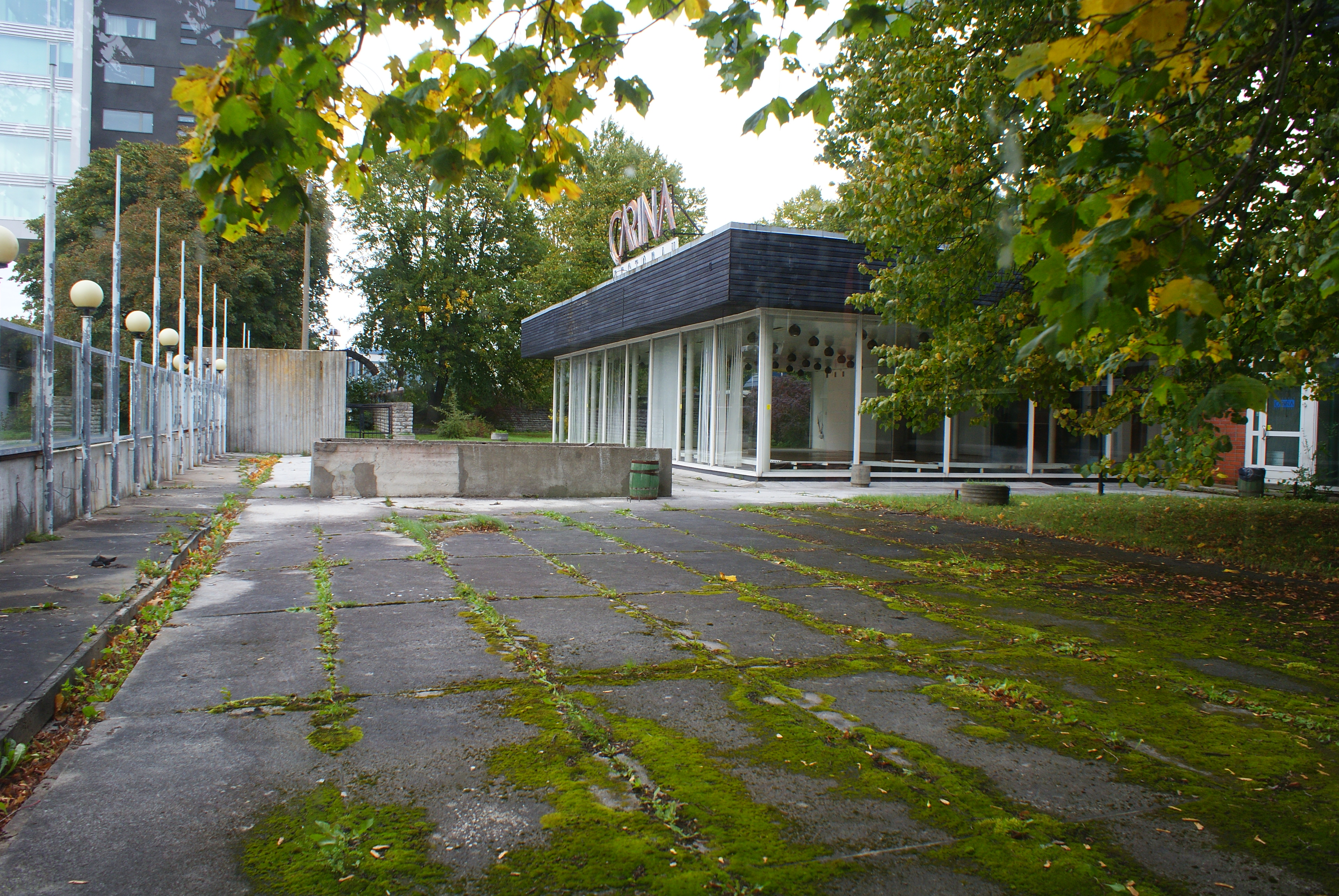
Дом 26Е, кафе «Тульяк» / ресторан «Карина»
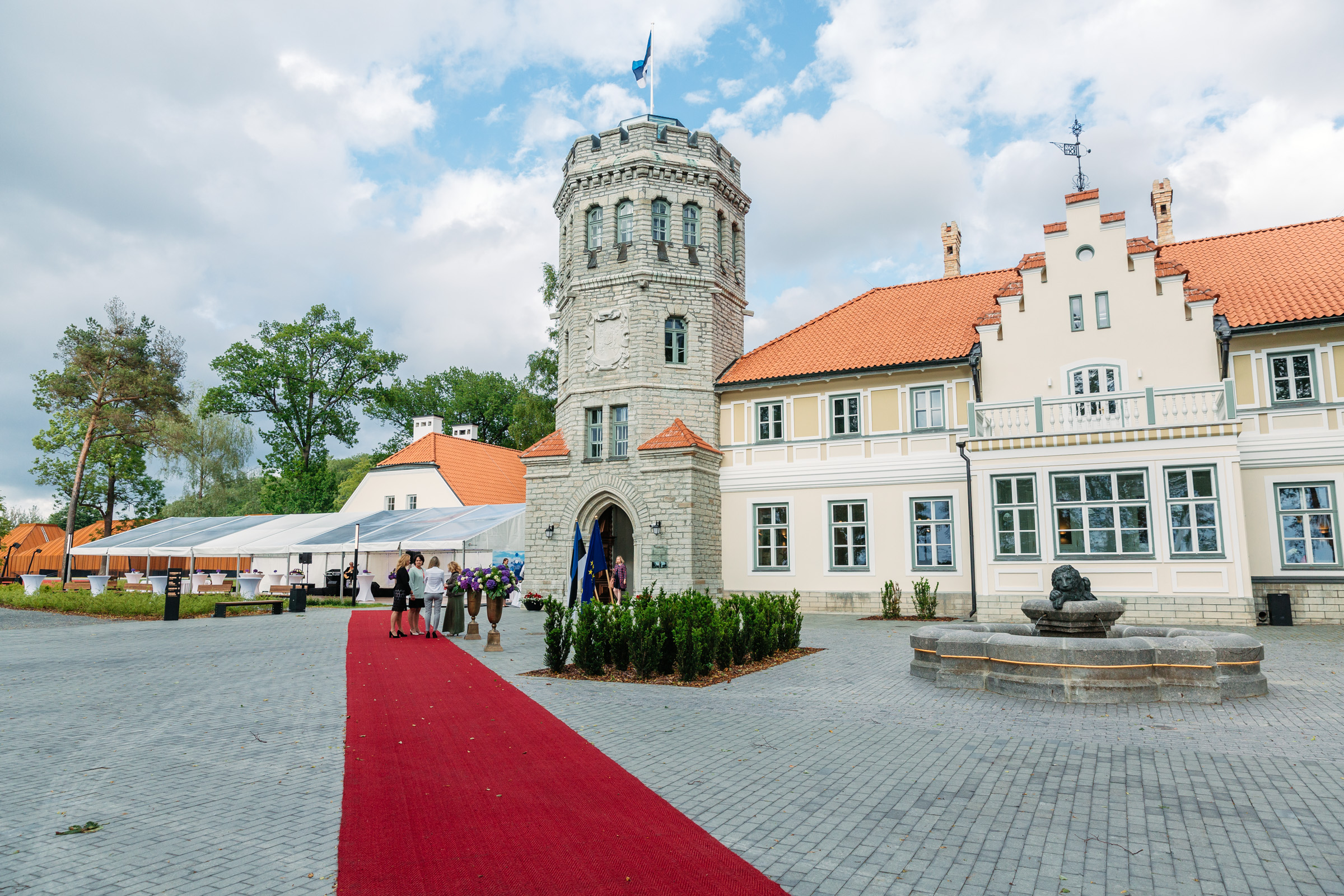
Замок Мариенберг (дворец Орлова)
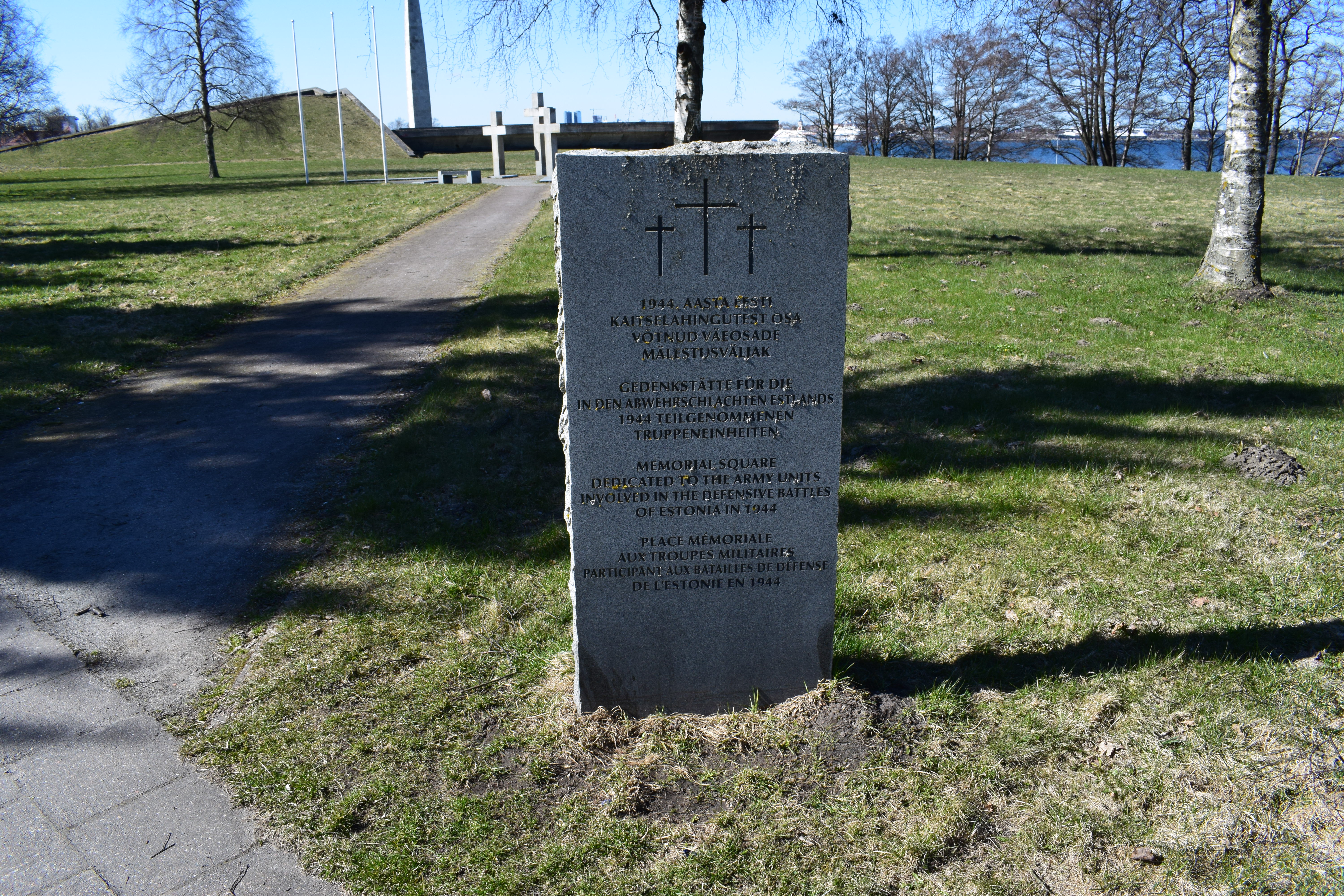
Немецкое военное кладбище

## Памятники
- Памятник броненосцу «Русалка», открыт и освящён 7 сентября 1902 года, в 1995 году внесён в Государственный регистр памятников культуры Эстонии[26]), Pirita tee 1
- Памятник Георгу Луриху, установлен в 1996 году, Pirita tee 19
- Маарьямяэский мемориал жертвам коммунизма, открыт в 2018 году, Pirita tee 74
- Мемориальный комплекс Маарьямяэ, основан в 1956 году, Pirita tee 78
- Памятник воздухоплавателю Шарлю Леру, установлен в 1989 году
- Памятник раллийному штурману Майклу Парку, открыт в 2006 году

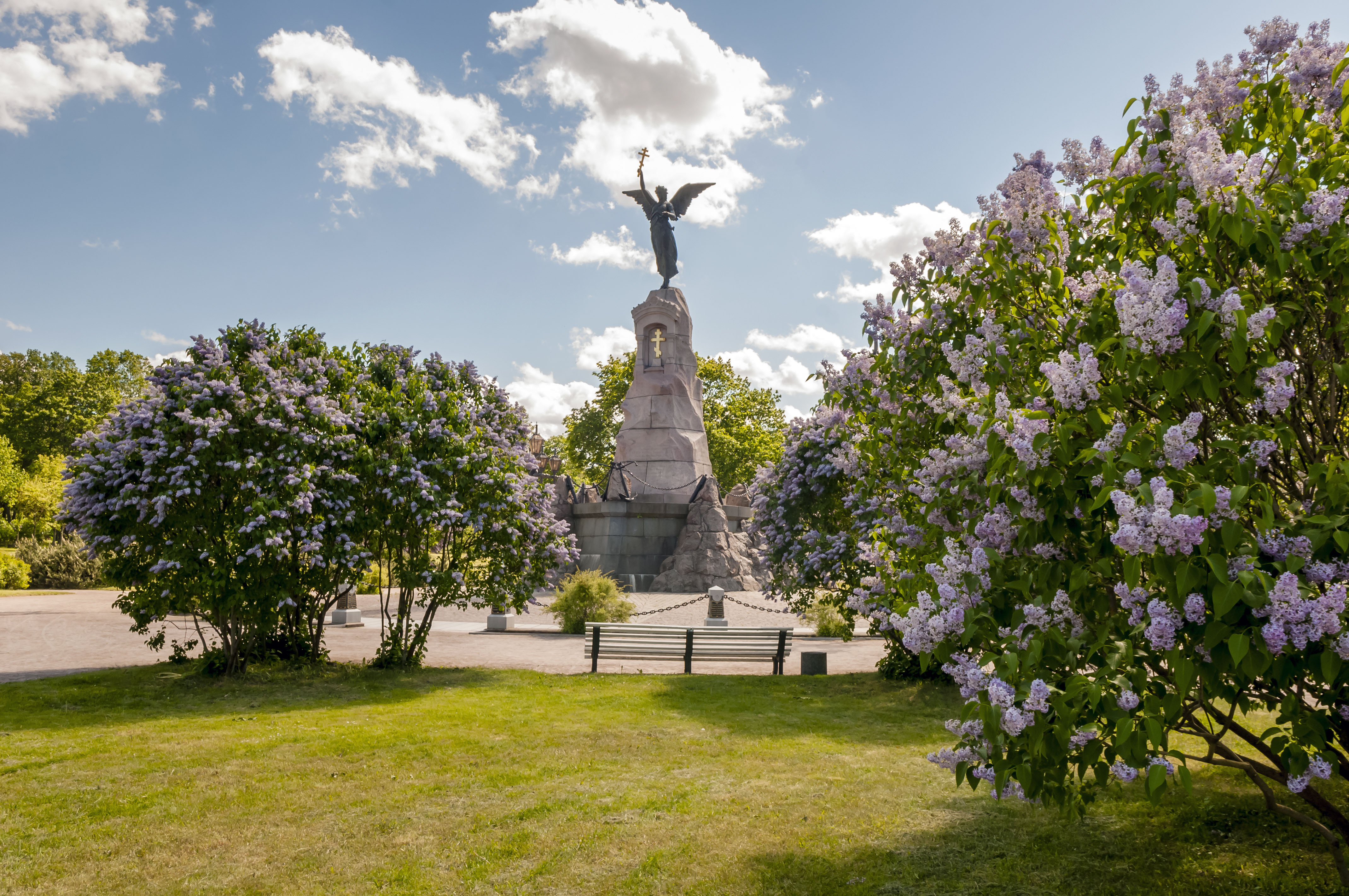
Памятник броненосцу «Русалка»
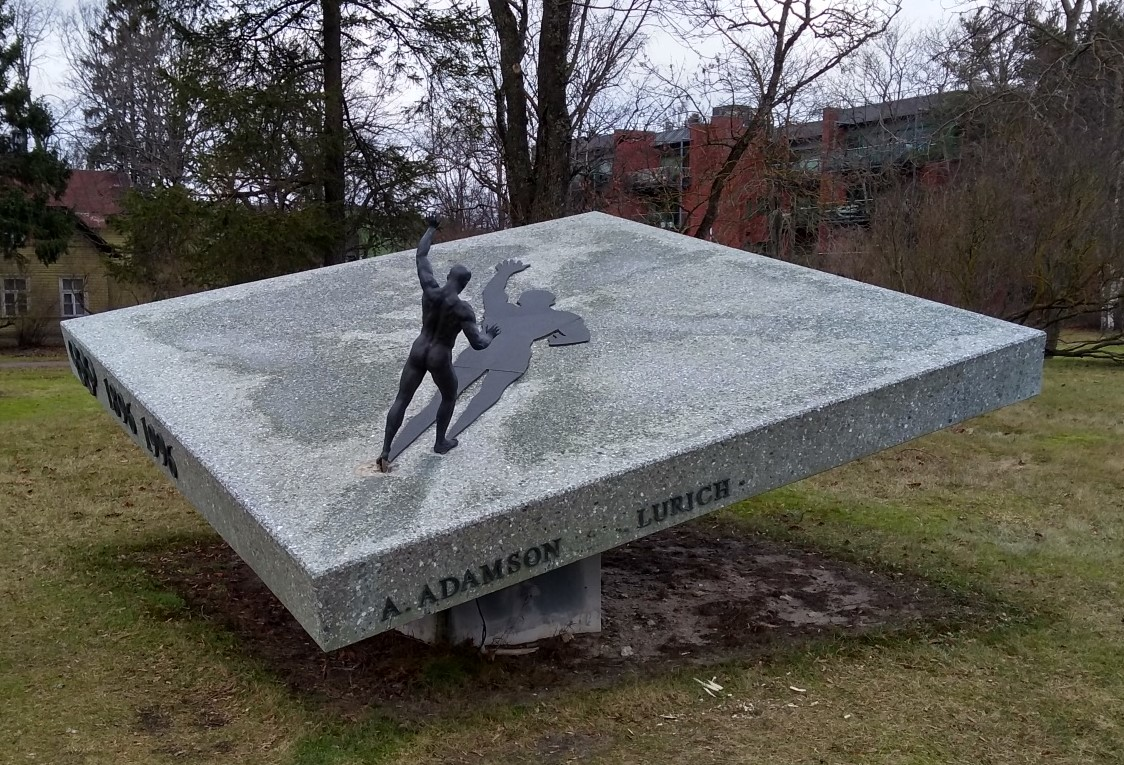
Памятник Георгу Луриху
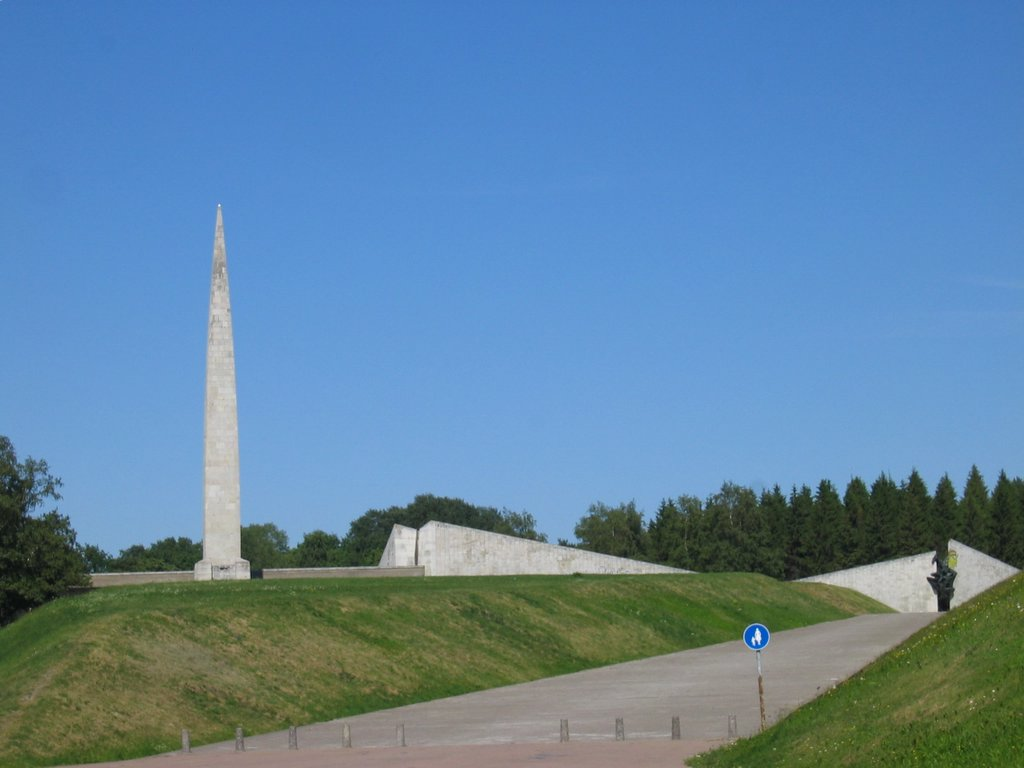
Мемориальный комплекс Маарьямяэ
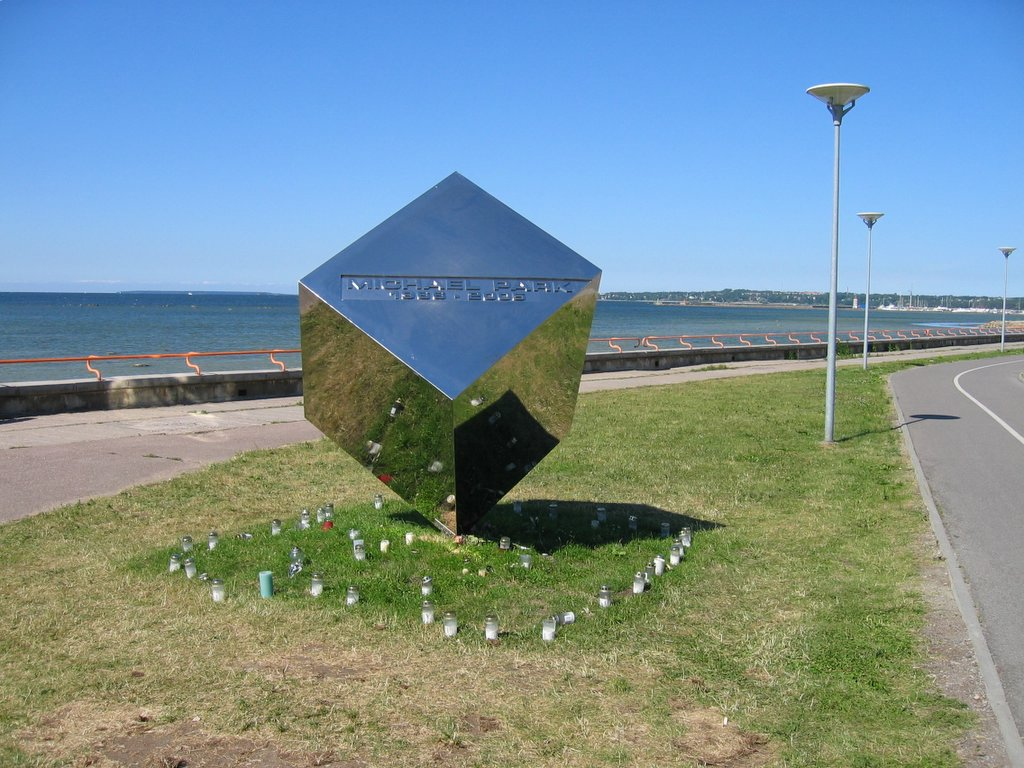
Памятник Майклу Парку

## Парки
- Сад Фахле (Fahle aed, не путать с новым таллинским кварталом Fahle Park). Расположен на территории бывшей летней мызы Фахле, охраняется государством[27].
- Парк Виндека (Windecki park). Расположен на территории бывшей летней мызы Виндек, на нижней террасе Ласнамяэского глинта. Терраса шириной более 600 метров до её заселения была покрыта естественным насаждением с дубами, клёнами и ясенями[28].

## Общественный транспорт
По улице курсируют городские автобусы маршрутов № 1, 5, 6, 8, 34, 38.